# فهرست آثار ملی شهرستان آران و بیدگل
شهرستان آران و بیدگل یکی از شهرستان‌های استان اصفهان و در شمالی‌ترین نقطه آن واقع شده‌است. مرکز این شهرستان، شهر آران و بیدگل است.
در این شهرستان ۱٠۷ اثر ثبت ملی شده است.

## آثار ثبت‌شده
| ردیف | نام اثر                             | نگاره | دیرینگی                     | موقعیت | شمارهٔ ثبت | تاریخ ثبت  | منبع  |
| ---- | ----------------------------------- | ----- | --------------------------- | --- | --------- | ---------- | ----- |
| ۱    | مسجد نقشینه بیدگل                   |       | تیموریان - صفویه - قاجاریه  | بخش مرکزی۳۴°۳′۲۲٫۴″ شمالی ۵۱°۲۹′۱۷٫۹″ شرقی / ۳۴٫۰۵۶۲۲۲°شمالی ۵۱٫۴۸۸۳۰۶°شرقی                                             | ۲۰۹۱      | ۱۳۷۷/۰۵/۲۷ | [ ۱ ] |
| ۲    | امامزاده هلال بن علی                |       | صفویه                       | بخش مرکزی آاران | ۲۰۹۴      | ۱۳۷۷/۰۵/۲۷ | [ ۲ ] |
| ۳    | خانه مرحوم آیت الله ملا آقاحسین     |       | قاجاریه                     | بخش مرکزی محله دربند | ۲۱۱۳      | ۱۳۷۷/۰۶/۱۸ |       |
| ۴    | مجموعه تاریخی قاضی آران             |       | سلجوقیان                    | ۱۰ کیلومتری شمال شرق کاشان،                                                                                             | ۲۲۲۵      | ۱۳۷۷/۱۲/۰۳ |       |
| ۵    | کاروان‌سرای شاه عباسی ابوزیدآباد     |       | صفویه                       | ۳۰ کیلومتری شرق شهرستان                                                                                                 | ۲۳۷۱      | ۱۳۷۸/۰۵/۲۳ |       |
| ۶    | مسجد جامع روستای محمدآباد کویر      |       |                             | روستای شهر آباد کویر | ۳۶۲۲      | ۱۳۷۹/۱۲/۲۵ |       |
| ۷    | آب‌انبار مرکزی نوش‌آباد               |       | قاجاریه                     | شهرستان آران وبید گل، نوش آباد، محله توی ده                                                                             | ۳۶۲۴      | ۱۳۷۹/۱۲/۲۵ |       |
| ۸    | آستانه امامزاده‌هادی بیدگل           |       | اسلامی - قاجاریه            | شهر آران بید گل، بعد از میدان امام خمینی بید گل                                                                         | ۳۶۲۵      | ۱۳۷۹/۱۲/۲۵ |       |
| ۹    | مسجد بازار                          |       | سلجوقیان                    | شهرستان آران بید گل، مرکز بافت قدیمی شهر، محله بازار آران                                                               | ۴۱۸۶      | ۱۳۸۰/۰۷/۱۰ |       |
| ۱۰   | مسجد شیخ عبدالصمد                   |       | ایلخانیان                   | شهرستان آران و بیدگل، بخش شمالی بافت قدیم، محله خانقاه                                                                  | ۴۱۸۷      | ۱۳۸۰/۰۷/۱۰ |       |
| ۱۱   | قلعه خشتی نوش‌آباد                   |       | سلجوقیان - تیموریان - صفویه | ۳ کیلومتری غرب شهرستان آران و بیدگل، شهرک نوش آباد                                                                      | ۶۱۴۵      | ۱۳۸۱/۰۷/۰۷ |       |
| ۱۲   | محوطه تاریخی دشت مختارآباد          |       | اسلامی                      | شهرستان آران و بیدگل، چهار کیلومتری جنوب شرقی شهرک صنعتی بیدگل                                                          | ۶۵۴۰      | ۱۳۸۱/۰۷/۰۷ |       |
| ۱۳   | مسجد بابا حاجی                      |       | صفویه - زندیه               | شمال غربی بافت قدیم شهر آران و بیدگل                                                                                    | ۶۵۴۱      | ۱۳۸۱/۰۷/۰۷ |       |
| ۱۴   | بقعه فیض‌آباد کویر                   |       | قاجاریه - پهلوی اول         | ۸ کیلومتری شمال شهرنوش آباد، ۱۵ کیلومتری شمال شرقی شهرستان آران و بید گل، دهستان کویر                                   | ۷۶۷۰      | ۱۳۸۱/۱۲/۱۷ |       |
| ۱۵   | امامزاده علی اکبر                   |       | صفویه - قاجاریه             | شهرستان آران و بید گل، محله سلمقان                                                                                      | ۷۶۷۱      | ۱۳۸۱/۱۲/۱۷ |       |
| ۱۶   | مسجد ملاعلی آران                    |       | قاجاریه                     | آران و بیدگل، خیابان محمد هلال، محله سرمحله، کوچه جنب مسجد قاضی                                                         | ۹۰۱۳      | ۱۳۸۲/۰۳/۱۰ |       |
| ۱۷   | بقعه هفت امامزاده بیدگل             |       | قاجاریه                     | آران و بیدگل، محله سلمقان، نبش خیابان ۱۴ متری                                                                           | ۹۰۱۴      | ۱۳۸۲/۰۳/۱۰ |       |
| ۱۸   | زیارتگاه شاهزاده محمد نوش‌آباد       |       | ایلخانیان - قاجاریه         | شهرستان آران و بیدگل، شهرنوش آباد، کوچه جنب پارک                                                                        | ۹۰۱۵      | ۱۳۸۲/۰۳/۱۰ |       |
| ۱۹   | مسجد علی بیدگل                      |       | ایلخانیان - قاجاریه         | آران و بیدگل، محله درب ریگ، جنب حسینیه درب ریگ                                                                          | ۹۰۱۶      | ۱۳۸۲/۰۳/۱۰ |       |
| ۲۰   | مسجد و آب‌انبار مدرسه بیدگل          |       | اواخر مغول - ایلخانیان      | شهر آران و بیدگل، محله سلمقان بیدگل، جنب محور تازه احداث ۱۶ متری محله                                                   | ۹۰۱۷      | ۱۳۸۲/۰۳/۱۰ |       |
| ۲۱   | پل ساق‌آباد                          |       | قاجاریه                     | شهرستان آران و بیدگل، یک کیلومتری شمال شرق نوش آباد                                                                     | ۹۰۱۸      | ۱۳۸۲/۰۳/۱۰ |       |
| ۲۲   | آب‌انبار چاله سی نوش‌آباد             |       | قاجاریه                     | شهرستان آران و بیدگل، شهرنوش آباد، جنب مسجد جامع                                                                        | ۹۰۱۹      | ۱۳۸۲/۰۳/۱۰ |       |
| ۲۳   | خانه امینی                          |       | قاجاریه                     | شهرستان آران و بیدگل، بخش مرکزی، دهستان سفید دشت، روستای علی‌آباد                                                        | ۹۰۲۶      | ۱۳۸۲/۰۳/۱۰ |       |
| ۲۴   | کاروان‌سرای حسین‌آباد                 |       | قاجاریه                     | شهرستان آران و بیدگل، بخش کویرات، ضلع شمالی روستای حسین‌آباد                                                             | ۱۰۲۴۷     | ۱۳۸۲/۰۶/۲۳ |       |
| ۲۵   | قلعه‌های شجاع‌آباد                    |       | قاجار                       | سه کیلومتری شمال شرقی نوش آباد آران و بیدگل، برسرراه آسفالته مبارک فیض آباد کویر                                        | ۱۰۲۵۷     | ۱۳۸۲/۰۷/۰۱ |       |
| ۲۶   | آب‌انبار سرکوچه یخچال                |       | قاجاریه                     | اصفهان، آران و بیدگل، خیابان دهنو (ابوالفضل)، محله سرکوچه یخچال                                                         | ۱۱۵۹۰     | ۱۳۸۳/۱۲/۲۴ |       |
| ۲۷   | بازار سر گنگه                       |       | صفویه - زندیه               | آران و بیدگل، خیابان محمد هلال، محله سرگنگه، بازار سرگنگه                                                               | ۱۲۱۰۵     | ۱۳۸۴/۰۴/۳۰ |       |
| ۲۸   | تپه کهریز                           |       | تاریخی                      | ۲۰ کیلومتری شمال غرب نوش آباد، شهرستان آران و بید گل، ۶ کیلومتری شرق روستای مشکان                                       | ۱۲۲۳۷     | ۱۳۸۴/۰۴/۳۰ |       |
| ۲۹   | خانه عمارت                          |       | قاجاریه                     | شهرستان آران و بیدگل، روستای علی‌آباد کویر                                                                               | ۱۲۳۳۶     | ۱۳۸۴/۰۵/۱۱ |       |
| ۳۰   | خانه وکیل                           |       | پهلوی                       | شهرستان آران و بیدگل، روستای علی‌آباد                                                                                    | ۱۲۳۳۷     | ۱۳۸۴/۰۵/۱۱ |       |
| ۳۱   | خانه بنی طبا                        |       | قاجاریه - پهلوی             | شهرستان آران و بیدگل، محله مختص آباد، اول خ ۲۲ بهمن                                                                     | ۱۲۹۶۵     | ۱۳۸۴/۰۵/۱۹ |       |
| ۳۲   | خانه اسماعیلی                       |       | قاجاریه                     | شهرستان آران و بیدگل، بخش مرکزی، شهر بیدگل، محله مختص آباد، اول خ ۲۲ بهمن، جنب خانه بنی طبا                             | ۱۲۹۶۶     | ۱۳۸۴/۰۵/۱۹ |       |
| ۳۳   | حمام حاجی محمد                      |       | صفویه                       | شهرستان آران و بیدگل، بخش مرکزی، شهر بیدگل، محله درب ریگ، خ ۲۲ بهمن                                                     | ۱۲۹۶۷     | ۱۳۸۴/۰۵/۱۹ |       |
| ۳۴   | محوطه فیض‌آباد                       |       | اسلامی (ایلخانی)            | شهرستان آران و بیدگل، شهرنوش آباد، جاده نوش آبادبه تقی‌آباد، ضلع شمالشرقی زیارت فیض آباد                                 | ۱۳۵۹۶     | ۱۳۸۴/۰۷/۲۳ |       |
| ۳۵   | تپه مرزن‌آباد                        |       | تاریخی                      | ۱۸ کیلومتری شمال غرب شهرنوش آباد، شهرستان آران و بیدگل، ۹ کیلومتری شرق روستای مشکان، ۲۵۰۰ م شرق تپه کهریز               | ۱۳۶۴۴     | ۱۳۸۴/۰۸/۱۵ |       |
| ۳۶   | حمام توده                           |       | صفوی                        | شهر آران و بیدگل، محله توده                                                                                             | ۱۴۱۵۱     | ۱۳۸۴/۱۱/۰۹ |       |
| ۳۷   | حمام رئیسه                          |       | صفوی                        | شهر آران و بیدگل، خ۲۲ بهمن                                                                                              | ۱۴۱۶۴     | ۱۳۸۴/۱۱/۰۹ |       |
| ۳۸   | مسجد ابا لؤلؤ                       |       | قرون میانه و متاخر اسلامی   | آران و بیدگل، محله ویرانه کوچه ابالؤلؤ                                                                                  | ۱۴۱۶۷     | ۱۳۸۴/۱۱/۰۹ |       |
| ۳۹   | حسینیه ویرانه                       |       | صفوی - قاجاریه              | آران و بیدگل، میدان امام خمینی، کوچه ویرانه، کوچه اسدی                                                                  | ۱۴۱۷۵     | ۱۳۸۴/۱۱/۰۹ |       |
| ۴۰   | آب‌انبار آقا شهاب                    |       | صفوی                        | آران و بیدگل، خ ۲۲ بهمن، کوچه شهید بنی طباء                                                                             | ۱۴۲۰۷     | ۱۳۸۴/۱۱/۰۹ |       |
| ۴۱   | یخچال مختص‌آباد                      |       | قاجاریه                     | آران و بیدگل، خ امام خمینی، کوچه سادات                                                                                  | ۱۴۲۰۸     | ۱۳۸۴/۱۱/۰۹ |       |
| ۴۲   | مجموعه حسینیه و زورخانه خانقاه      |       | صفوی                        | شهر آران و بیدگل، میدان امام خمینی، کوی درب مختص آباد، کوچه نقشینه                                                      | ۱۴۳۹۰     | ۱۳۸۴/۱۲/۱۶ |       |
| ۴۳   | مجموعه مسجد ملامحمود و امامزاده رضا |       | اواخر صفوی                  | شهرآران و بیدگل، خ ۲۲ بهمن، کوچه بنی طباء                                                                               | ۱۴۴۰۵     | ۱۳۸۴/۱۲/۱۶ |       |
| ۴۴   | خانه حاج زبیح الله و ساباط همجوار   |       | پهلوی اول                   | شهرنوش آباد، محله درب ریگ، مجموعه زمین وقفه                                                                             | ۱۴۴۰۹     | ۱۳۸۴/۱۲/۱۶ |       |
| ۴۵   | مسجد خرم‌آباد                        |       | قاجاریه                     | شهرآران و بیدگل، دشت خرم‌آباد                                                                                            | ۱۴۸۹۴     | ۱۳۸۴/۱۲/۱۶ |       |
| ۴۶   | مجموعه میدان سنگ                    |       | صفویه - قاجاریه             | شهر آران و بیدگل، ضلع شرقی میدان توده (میدان سنگ)                                                                       | ۱۴۸۹۵     | ۱۳۸۴/۱۲/۱۶ |       |
| ۴۷   | خانه حسینی                          |       | پهلوی                       | شهرستان آران و بیدگل، بخش مرکزی، دهستان سفید دشت، روستای یزدل، جنب حسینه ابوالفضل                                       | ۱۴۹۰۴     | ۱۳۸۴/۱۲/۱۶ |       |
| ۴۸   | خانه نظام وفا                       |       | قاجاریه                     | شهرآران و بیدگل، خ ابوالفضل، گذر دهنو، میدان دربند، روبروی مسجد بابا حاجی                                               | ۱۴۹۰۵     | ۱۳۸۴/۱۲/۱۶ |       |
| ۴۹   | خانه شیخ الاسلام                    |       | قاجار                       | شهرآران و بیدگل، خیابان ابو الفضل، محله دربند، جنب میدان در بند                                                         | ۱۴۹۱۰     | ۱۳۸۴/۱۲/۱۶ |       |
| ۵۰   | خانه دانش                           |       | قاجار                       | شهرآران و بیدگل، خ ابوالفضل، محله در بند، جنب میدان در بند                                                              | ۱۴۹۱۱     | ۱۳۸۴/۱۲/۱۶ |       |
| ۵۱   | خانه حاجی آقا                       |       | قاجار                       | شهرآران و بیدگل، خ ابوالفضل، محله دربند، جنب میدان در بند                                                               | ۱۴۹۱۴     | ۱۳۸۴/۱۲/۱۶ |       |
| ۵۲   | امامزادگان اسحاق و اسماعیل          |       | صفوی - قاجاریه - پهلوی      | شهرآران و بیدگل، محله بازار، خ محمد هلال، جنب مسجد بازار                                                                | ۱۴۹۱۹     | ۱۳۸۴/۱۲/۱۶ |       |
| ۵۳   | مجموعه خواجه                        |       | صفوی - قاجار - پهلوی        | شهرابو زید آباد، محله تو ده، مجموعه خواجه                                                                               | ۱۴۹۲۱     | ۱۳۸۴/۱۲/۱۶ |       |
| ۵۴   | خانه مسعودی                         |       | قاجار                       | شهرآران و بیدگل، خ ابوالفضل، محله دربند، جنب میدان دربند                                                                | ۱۴۹۲۳     | ۱۳۸۴/۱۲/۱۶ |       |
| ۵۵   | خانه حاج ذبیح‌الله تقوایی            |       | اواخر قاجاریه               | شهرستان آران و بیدگل، بخش مرکزی، دهستان سفید دشت، روستای یزدل، ک جنب حسینیه ابوالفضل                                    | ۱۴۹۲۴     | ۱۳۸۴/۱۲/۱۶ |       |
| ۵۶   | آب‌انبار گز                          |       | پهلوی                       | شهرابوزیدآباد، کیلومتری ۱۶ جاده کاشان به ابوزیدآباد                                                                     | ۱۴۹۲۷     | ۱۳۸۴/۱۲/۱۶ |       |
| ۵۷   | حسینیه توده                         |       | قاجار                       | شهرآران و بید گل، محله توده، میدان سنگ (میدان توده)                                                                     | ۱۴۹۳۳     | ۱۳۸۴/۱۲/۱۶ |       |
| ۵۸   | میدان الهیار                        |       | قاجار                       | شهرابوزیدآباد، جنب امامزاده عبدا. . .                                                                                   | ۱۴۹۳۶     | ۱۳۸۴/۱۲/۱۶ |       |
| ۵۹   | آب‌انبار میدان دربند                 |       | قاجاریه                     | شهرآران و بیدگل، خ ابوالفضل، محله دربند، شرق میدان دربند                                                                | ۱۴۹۸۳     | ۱۳۸۴/۱۲/۱۶ |       |
| ۶۰   | اوئی (معماری زیر زمینی)             |       | صدر اسلام تا صفوی           | شهرستان آران و بیدگل، زیر بافت کنونی شهرنوش آباد                                                                        | ۱۵۸۱۶     | ۱۳۸۵/۰۵/۰۸ |       |
| ۶۱   | شاهزاده اسماعیل عبدالله             |       | قاجاریه                     | شهرستان آران و بیدگل، بخش مرکزی، شهر آران و بیدگل، محله مختص آباد، ابتدای خ سلمان فارسی (کارخانه برق)                   | ۱۶۱۹۸     | ۱۳۸۵/۰۸/۲۴ |       |
| ۶۲   | آب‌انبار عالی‌آباد                    |       | قاجاریه                     | شهرستان آران و بیدگل، بخش مرکزی، شهر آران و بیدگل، دشت عالی آباد (ایل آباد)                                             | ۱۶۲۰۰     | ۱۳۸۵/۰۸/۲۴ |       |
| ۶۳   | برج مجدآباد                         |       | قاجاریه                     | شهرستان آران و بیدگل، بخش مرکزی، شهرآران و بیدگل، دشت مجد آباد                                                          | ۱۶۲۰۱     | ۱۳۸۵/۰۸/۲۴ |       |
| ۶۴   | حمام عنایتی                         |       | قاجاریه                     | شهرستان آران و بیدگل، بخش مرکزی، شهر آران و بیدگل، محله وشاد، پشت حسینه وشاد                                            | ۱۶۲۰۲     | ۱۳۸۵/۰۸/۲۴ |       |
| ۶۵   | قلعه تقی‌آباد                        |       | اواخر قاجاریه - اوایل پهلوی | شهرستان آران و بیدگل، بخش مرکزی، شهر آران و بیدگل، دشت تقی‌آباد                                                          | ۱۶۲۱۰     | ۱۳۸۵/۰۸/۲۴ |       |
| ۶۶   | بازار سرسنگ                         |       | صفویه قاجاریه               | شهرستان آران و بیدگل، بخش مرکزی، شهر آران و بیدگل، محله توی ده، میدان سرسنگ (توده)                                      | ۱۶۲۱۱     | ۱۳۸۵/۰۸/۲۴ |       |
| ۶۷   | برج حامدآباد                        |       | قاجاریه                     | شهرستان آران و بیدگل، بخش مرکزی، شهر بیدگل، دشت حامد آباد (همتاباد)                                                     | ۱۶۲۱۷     | ۱۳۸۵/۰۸/۲۴ |       |
| ۶۸   | زیارت بی‌بی سکینه خاتون              |       | قاجاریه                     | شهرستان آران و بیدگل، بخش مرکزی، سفید شهر، میدان سلامت، خ منتظر المهدی                                                  | ۱۶۲۲۰     | ۱۳۸۵/۰۸/۲۴ |       |
| ۶۹   | آرامگاه شاهزاده اسحاق               |       | قاجاریه                     | شهرستان آران و بیدگل، بخش مرکزی، شهرنوش آباد، محله شهید مطهری، روبروی مسجد جامع                                         | ۱۶۲۲۷     | ۱۳۸۵/۰۸/۲۴ |       |
| ۷۰   | مسجد رحیم روس                       |       | قاجاریه                     | شهرستان آران و بیدگل، بخش مرکزی، شهر آران و بیدگل، محله توی ده، گذر رحیم روس                                            | ۱۶۲۳۱     | ۱۳۸۵/۰۸/۲۴ |       |
| ۷۱   | حسینه درب ریگ                       |       | صفویه - قاجاریه             | شهسرتان آران و بیدگل، بخش مرکزی، شهر آران و بیدگل، محله درب ریگ، میدان درب ریگ                                          | ۱۶۲۳۲     | ۱۳۸۵/۰۸/۲۴ |       |
| ۷۲   | مسجد قائمیه                         |       | قاجاریه                     | شهرستان آران و بیدگل، بخش مرکزی، شهرنوش آباد، محله شهید منتظری، کوچه شهید آتشی                                          | ۱۶۲۳۴     | ۱۳۸۵/۰۸/۲۴ |       |
| ۷۳   | مسجد بالائی                         |       | اواخر قاجاریه               | شهرستان آران و بیدگل، بخش مرکزی، شهر آران و بیدگل، دشت عالی آباد                                                        | ۱۶۲۳۵     | ۱۳۸۵/۰۸/۲۴ |       |
| ۷۴   | خانه آقا سلیم                       |       | قاجاریه                     | شهرستان آران و بیدگل، بخش مرکزی، شهر آران و بیدگل، محله بازار، میدان بازار، پ ۱۴                                        | ۱۶۳۱۷     | ۱۳۸۵/۰۸/۲۴ |       |
| ۷۵   | خانه ارباب رحیم                     |       | پهلوی اول                   | شهرستان آران و بیدگل، بخش مرکزی، شهر آران و بیدگل، خ حضرت ابوالفضل، کوچه منتهی به میدان بازار، پ۲۰                      | ۱۶۳۱۸     | ۱۳۸۵/۰۸/۲۴ |       |
| ۷۶   | قبرستان و بقعه امامزاده حسین بیدگل  |       | صفویه - زندیه               | شهر آران و بیدگل، خیابان امامزاده‌هاشم                                                                                   | ۱۷۴۸۲     | ۱۳۸۵/۱۲/۰۶ |       |
| ۷۷   | آب‌انباردربریگ                       |       | صفویه                       | شهر آران و بیدگل، خیابان ۲۲ بهمن، محله درب ریگ، میدان دربریگ                                                            | ۱۷۴۹۰     | ۱۳۸۵/۱۲/۰۶ |       |
| ۷۸   | آب‌انبار پایین ده                    |       | قاجاریه                     | شهرستان آران و بیدگل، بخش مرکزی، دهستان سفید دشت، روستای یزدل، کوی مسجد ابوالفضل                                        | ۱۸۰۹۵     | ۱۳۸۵/۱۲/۲۰ |       |
| ۷۹   | آب‌انبار بالاده                      |       | قاجاریه                     | شهرستان آران وبیدگل، بخش مرکزی، دهستان سفیددشت، روستای یزدل، جنب گلزار شهدا                                             | ۱۸۰۹۶     | ۱۳۸۵/۱۲/۲۰ |       |
| ۸۰   | خانه اکرمیان                        |       | اواخر قاجاریه               | شهر آران و بیدگل، خیابان ولی عصر، محله سرکوچه دراز، جنب مسجد ملا شکرا…                                                  | ۱۹۰۴۱     | ۱۳۸۶/۰۲/۲۰ |       |
| ۸۱   | میدان تاریخی قندی                   |       | قاجاریه                     | شهرستان آران و بیدگل، بخش کویرات، شهدا بو زید آباد، خیابان امام، کوچه میدان قندی                                        | ۱۹۰۴۲     | ۱۳۸۶/۰۲/۲۰ |       |
| ۸۲   | خانه اکرمی                          |       | اواخر قاجاریه               | شهر آران و بیدگل، خ ولی عصر، محله سرکوچه دراز، جنب مسجد ملا شکرا…، کوچه حاج محمد متوسل، پلاک ۳۲                         | ۱۹۱۶۳     | ۱۳۸۶/۰۳/۰۳ |       |
| ۸۳   | قلعه مورچان                         |       | اواخر آل بویه               | شهرستان آران و بیدگل، بخش مرکزی، دهستان سفیددشت، روستای علی‌آباد، بلوار اصلی روستا                                       | ۱۹۸۵۵     | ۱۳۸۶/۰۸/۲۲ |       |
| ۸۵   | زیارتگاه امامزاده عباس و سکینه      |       | قرون میانه و متأخر اسلامی   | شهرستان آران و بیدگل، بخش مرکزی، دهستان سفیددشت، روستای علی‌آباد، بلوار اصلی روستا، جنب گلزار شهدآء                      | ۱۹۸۵۶     | ۱۳۸۶/۰۸/۲۲ |       |
| ۸۶   | خانه حاج محمد جعفر                  |       | قاجاریه                     | شهرستان آران و بیدگل، بخش مرکزی، دهستان سفیددشت، بلوار اصلی روستای علی‌آباد، کوچه مسجد جامع                              | ۲۰۰۰۰     | ۱۳۸۶/۰۸/۲۲ |       |
| ۸۷   | خانه آقا حسین خان امین              |       | قاجار                       | شهرستان آران و بیدگل، بخش مرکزی، دهستان سفید دشت، بلوار اصلی روستای علی‌آباد، ک مسجد جامع                                | ۲۰۰۰۱     | ۱۳۸۶/۰۸/۲۲ |       |
| ۸۸   | خانه حاج ارباب                      |       | قاجار                       | شهرستان آران و بیدگل، بخش مرکزی، دهستان سفید دشت، بلوار اصلی روستای علی‌آباد ک مسجد جامع، روبروی خانه امین               | ۲۰۰۰۲     | ۱۳۸۶/۰۸/۲۲ |       |
| ۸۹   | خانه احمد امین                      |       | قاجار - پهلوی               | شهرستان آران و بیدگل، بخش مرکزی، دهستان سفید دشت، بلوار اصلی روستای علی‌آباد، کوچه مسجد جامع                             | ۲۰۰۰۳     | ۱۳۸۶/۰۸/۲۲ |       |
| ۹۰   | خانه محلوجی                         |       | صفوی                        | شهرستان آران و بیدگل، بخش مرکزی، دهستان سفید دشت، بلوار اصلی روستای علی‌آباد، ک مسجد جامع                                | ۲۰۰۱۵     | ۱۳۸۶/۰۸/۲۲ |       |
| ۹۱   | خانه تاریخی کاشانی                  |       | قاجاریه                     | شهرستان آران و بیدگل، بخش مرکزی، دهستان سفیددشت، بلوار اصلی روستای علی‌آباد، کوچه مسجد جامع، جنب خانه اربابی             | ۲۰۰۱۹     | ۱۳۸۶/۰۸/۲۲ |       |
| ۹۲   | خانه صادقی                          |       | قاجاریه                     | شهرستان آران و بیدگل، بخش مرکزی، دهستان سفید دشت، بلوار اصلی روستای علی‌آباد، کوچه مسجد جامع                             | ۲۰۰۳۰     | ۱۳۸۶/۰۸/۲۲ |       |
| ۹۳   | خانه ساعدی                          |       | قرون متأخر اسلامی           | شهرستان آران و بیدگل، بخش مرکزی، دهستان سفید دشت، بلوار اصلی روستای علی آباد، کوچه مسجد جامع                            | ۲۰۰۳۱     | ۱۳۸۶/۰۸/۲۲ |       |
| ۹۴   | تپه قبرستان علی‌آباد                 |       | نوسنگی                      | شهرستان آران و بیدگل، بخش مرکزی، دهستان سفید دشت، روستای علی‌آباد                                                        | ۲۰۵۳۲     | ۱۳۸۶/۱۰/۲۶ |       |
| ۹۵   | بقعه چهل دختران بیدگل               |       | قرون میانه اسلامی           | شهرستان آران و بیدگل، کوی خانقاه، درب مختص آباد، جنب مسجد نقشینه، در محل حسینیه محله                                    | ۲۳۰۱۵     | ۱۳۸۷/۰۵/۰۲ |       |
| ۹۶   | مسجد علی ابن ابیطالب                |       | صفویه                       | شهر آران و بیدگل، خیابان هلال ابن علی                                                                                   | ۲۳۰۲۰     | ۱۳۸۷/۰۵/۰۲ |       |
| ۹۷   | مجموعه مسجد و آب‌انبار ملا حبیب      |       | اواخر قاجاریه               | شهر آران و بیدگل، پشت شهرک صنعتی سلیمان صباحی بیدگلی، دشت مزرعتی ملا حبیب                                               | ۲۳۰۲۵     | ۱۳۸۷/۰۵/۰۲ |       |
| ۹۸   | محوطه قلعه کدیش پایین               |       | صفویه                       | شهرستان آران و بیدگل، بخش مرکزی، دهستان سفیددشت، دو کیلومتری شمال غربی روستای تقی‌آباد                                   | ۲۳۰۲۹     | ۱۳۸۷/۰۵/۰۲ |       |
| ۹۹   | محوطه قلعه زرگرآباد                 |       | قرون میانه اسلامی           | شهرستان آران و بیدگل، بخش مرکزی، دهستان سفیددشت، ۱۳۰۰م شرق روستای تقی‌آباد                                               | ۲۳۰۳۴     | ۱۳۸۷/۰۵/۰۲ |       |
| ۱۰۰  | خانه مرتضوی                         |       | قاجار                       | شهرستان آران و بیدگل، بخش کویرات، شهر ابوزیدآباد، محله توی ده، جنب مجموعه خواجه                                         | ۲۳۹۲۱     | ۱۳۸۷/۰۹/۱۸ |       |
| ۱۰۱  | مسجد جعفر بیدگل                     |       | صفوی                        | شهرستان آران و بیدگل، بخش مرکزی، شهر آران و بیدگل، محله دربریگ، خیابان ۲۲ بهمن، کوچه روحانی، مقابل حمام تاریخی حاج محمد | ۲۴۰۱۳     | ۱۳۸۷/۱۰/۱۵ |       |
| ۱۰۲  | خانه تاریخی کمباف                   |       | قاجار                       | شهر آران و بیدگل، خیابان ۲۲ بهمن، محله توده بیدگل، کوچه ساطع                                                            | ۲۴۴۴۳     | ۱۳۸۷/۱۰/۱۶ |       |
| ۱۰۳  | خانه تاریخی استادیان                |       | قاجار                       | شهر آران و بیدگل، خیابان نواب صفوی، کوچه فخارخانه                                                                       | ۲۴۴۴۴     | ۱۳۸۷/۱۰/۱۶ |       |
| ۱۰۴  | خانه صابری                          |       | قاجاریه - پهلوی             | شهرستان آران و بیدگل، بخش مرکزی، محله توی ده، روبروی حسینیه زینبیه                                                      | ۲۴۴۵۲     | ۱۳۸۷/۱۰/۱۶ |       |
| ۱۰۵  | خانه ارباب                          |       | پهلوی                       | شهرستان آران و بیدگل، بخش مرکزی، شهرنوش آباد، محله شهید باهنر، کوی شهید ربانی نژاد                                      | ۲۴۴۵۷     | ۱۳۸۷/۱۰/۱۶ |       |
| ۱۰۶  | خانه جندقیان                        |       | اوایل قاجاریه               | شهر آران و بیدگل، محله فخارخانه، پشت مسجد کریم                                                                          | ۲۴۴۵۸     | ۱۳۸۷/۱۰/۱۶ |       |
| ۱۰۷  | خانه تاریخی رجبیان                  |       | اواخر قاجاریه               | شهر آران و بیدگل، خیابان ۲۲ بهمن، سرحد محله توده و خانقاه و حاج عبدالصمد، کوچه روحانی                                   | ۲۴۴۵۹     | ۱۳۸۷/۱۰/۱۶ |       |